# Rupt-aux-Nonains
Rupt-aux-Nonains település Franciaországban, Meuse megyében. Lakosainak száma 367 fő (2022. január 1.). Rupt-aux-Nonains Ancerville, Aulnois-en-Perthois, Bazincourt-sur-Saulx, Cousances-les-Forges, Haironville, Lavincourt és Sommelonne községekkel határos.

## Népesség
A település népessége az elmúlt években az alábbi módon változott:
| Lakosok száma | 411  | 359  | 359  | 360  | 356  | 359  | 371  | 372  | 370  | 367  |
|               | 1968 | 1982 | 1990 | 2006 | 2013 | 2015 | 2017 | 2019 | 2020 | 2022 |